# Vintarji
Vintarji je naselje v Občini Ribnica.